# Gene Loves Jezebel

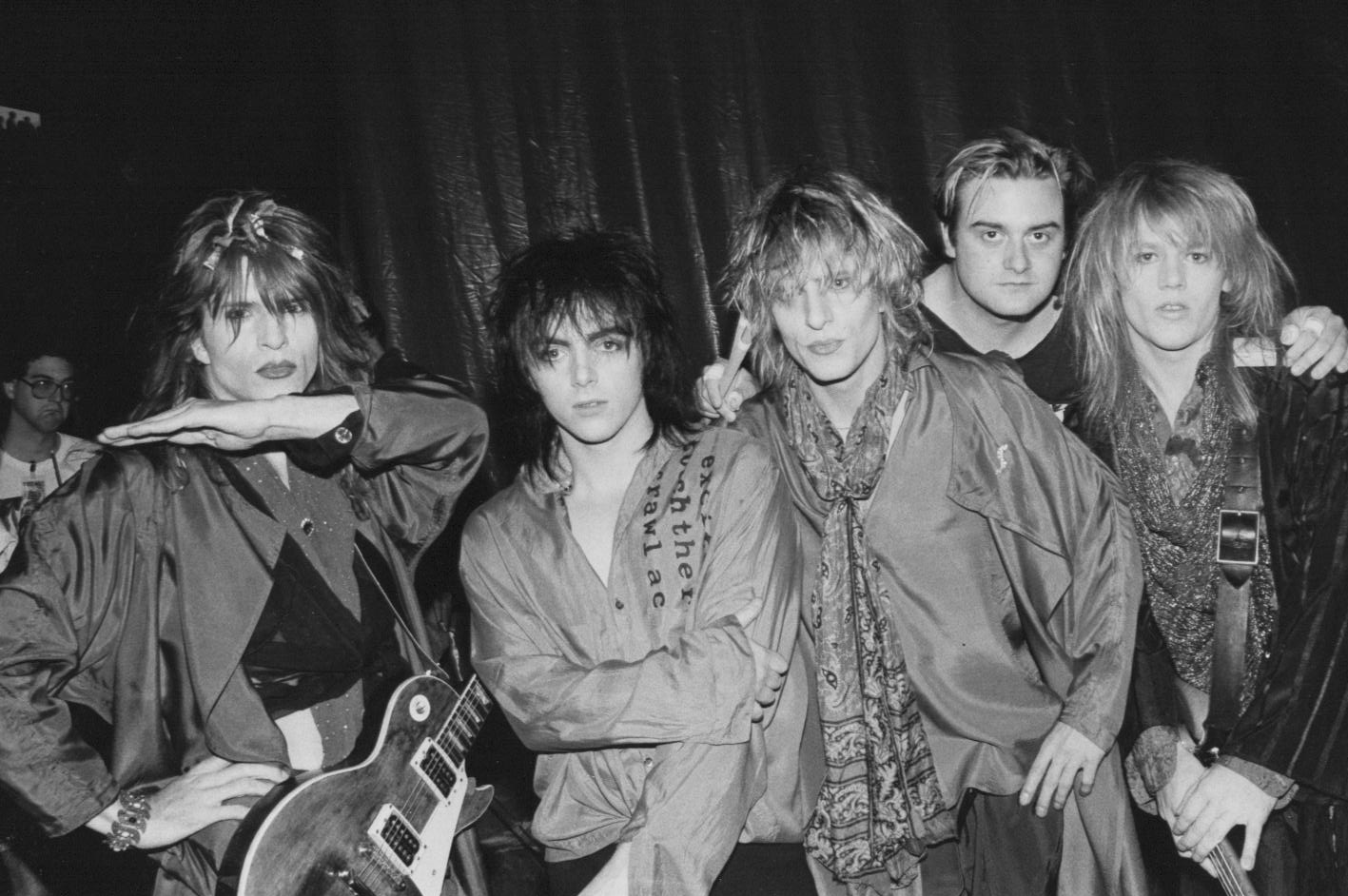
Gene Loves Jezebel (1988)

Gene Loves Jezebel är en brittisk gothrock-grupp bildad 1980 av tvillingarna Jay och Michael Aston.
Gruppen fick kontrakt med skivbolaget Situation 2 och gav 1983 ut sitt första album Promise som blev etta på den engelska independentlistan. 1986 fick de en mindre hit på brittiska singellistan med "The Sweetest Thing", men deras största framgång kom 1987 med låten "The Motion of Love" som blev en hit i USA. Michael Aston hoppade av bandet i slutet av 1980-talet men återförenades med gruppen för albumet VII 1997. Därefter har det funnits två upplagor av bandet, en ledd av Jay Aston och en av Michael Aston, som båda turnerat och givit ut album.

## Diskografi
- Promise, 1983
- Immigrant, 1985
- Discover, 1986
- The House Of Dolls, 1988
- Kiss Of Life, 1989
- Heavenly Bodies, 1993
- In the Afterglow (live), 1995
- VII, 1997
- Love Lies Bleeding*, 1999
- Giving Up The Ghost*, 2001
- Exploding Girls*, 2003
- The Thornfield Sessions, 2003
- Anthology 1-2, 2006
- Dead Sexy*, 2009
- Dance Underwater, 2017

Not: *Album av Michael Astons Gene Loves Jezebel